# Kristoffer Jakobsen
Per Roland Kristoffer Jakobsen (* 9. September 1994 in Boden) ist ein schwedischer Skirennfahrer. Er ist  in den Disziplinen Slalom und Riesenslalom erfolgreich.

## Biografie
Als 15-Jähriger begann Jakobsen ab November 2009 an FIS-Rennen teilzunehmen, wobei er sich von Anfang an auf Slalom und Riesenslalom spezialisierte. Der erste Sieg auf dieser Stufe gelang ihm im Dezember 2012. Weitere nennenswerte Erfolge ließen jedoch zunächst lange auf sich warten. Bei seiner einzigen Teilnahme an Juniorenweltmeisterschaften, 2015 in Hafjell, konnte er sich nicht klassieren. Seinen ersten Einsatz im Europacup hatte er am 2. Dezember 2015, nach einigen Rennen ohne Erfolgserlebnis holte er am 17. Januar 2017 mit Platz 24 im Slalom von Zell am See die ersten Punkte in dieser Rennserie. Sein Debüt im Weltcup folgte am 23. Oktober 2016 im Riesenslalom von Sölden, wo er im ersten Durchgang ausschied. Nur drei Wochen später, am 13. November, fuhr er beim Slalom von Levi mit der hohen Startnummer 66 überraschend auf den zwölften Platz und gewann somit seine ersten Weltcuppunkte. Dieses Ergebnis konnte er lange Zeit nicht bestätigen, denn er beging häufig Einfädler. Bei den Weltmeisterschaften 2017 in St. Moritz belegte er im Riesenslalom Platz 29.
In der Saison 2017/18 erreichte Jakobsen bei zwölf Weltcupstarts nur eine einzige Klassierung; bei seinem 25. Platz in Wengen hatte er aber einen derart großen Rückstand, dass er dafür keine Weltcuppunkte erhielt. Dennoch wurde er für die Olympischen Winterspiele 2018 in Pyeongchang nominiert, wo er im Mannschaftswettbewerb Fünfter wurde und mit dem siebten Platz im Slalom für eine positive Überraschung sorgte. Jakobsens bestes Weltcupergebnis im Winter 2018/19 war ein 15. Platz, dem nicht weniger als acht Ausfälle gegenüberstanden. Im Winter 2019/20 konnte er seine Ausfallquote senken und erzielte drei Platzierungen unter den besten zehn. Bei nochmals hinzugewonnener Stabilität etablierte er sich im Winter 2020/21 im Mittelfeld. Bei den Weltmeisterschaften 2021 in Cortina d’Ampezzo gewann er im Mannschaftswettbewerb die Silbermedaille.
Zu Beginn des Winters 2021/22 schien es so, als ob Jakobsen den Durchbruch an die Slalom-Weltspitze geschafft hätte. Er fuhr am 12. Dezember in Val-d’Isère hinter Clément Noël auf den zweiten Platz und erzielte damit seine erste Podestplatzierung. Zehn Tage später folgte in Madonna di Campiglio ein dritter Platz hinter Sebastian Foss Solevåg und Alexis Pinturault. Doch dann fiel er ins alte Muster zurück und schied im Weltcup sieben Mal in Folge aus; auch bei den Olympischen Winterspielen 2022 in Peking kam er im Slalom nicht ins Ziel. Deutlich regelmäßiger verlief die Saison 2022/23. Jakobsen konnte die Zahl der Ausfälle halbieren und klassierte sich dreimal unter den besten zehn.

## Erfolge

### Olympische Spiele
- Pyeongchang 2018: 5. Mannschaftswettbewerb, 7. Slalom
- Peking 2022: 13. Mannschaftswettbewerb

### Weltmeisterschaften
- St. Moritz 2017: 29. Riesenslalom
- Åre 2019: 5. Mannschaftswettbewerb
- Cortina 2021: 2. Mannschaftswettbewerb
- Courchevel/Méribel 2023: 11. Mannschaftswettbewerb
- Saalbach 2025: 3. Mannschaft

### Weltcup
- 15 Platzierungen unter den besten zehn, davon 4 Podestplätze

### Weltcupwertungen
| Saison  | Gesamt | Gesamt | Slalom | Slalom | Parallel | Parallel |
| Saison  | Platz  | Punkte | Platz  | Punkte | Platz    | Punkte   |
| ------- | ------ | ------ | ------ | ------ | -------- | -------- |
| 2016/17 | 107.   | 30     | 39.    | 30     | –        | –        |
| 2018/19 | 124.   | 16     | 43.    | 16     | –        | –        |
| 2019/20 | 67.    | 128    | 18.    | 116    | 29.      | 12       |
| 2020/21 | 54.    | 152    | 21.    | 145    | 24.      | 7        |
| 2021/22 | 52.    | 160    | 19.    | 160    | –        | –        |
| 2022/23 | 51.    | 151    | 19.    | 151    | –        | –        |
| 2023/24 | 40.    | 217    | 10.    | 217    | –        | –        |
| 2024/25 | 48.    | 188    | 16.    | 188    | –        | –        |

### Weitere Erfolge
- 1 Podestplatz im Europacup
- 18 Siege in FIS-Rennen